# Sarah Frances Whiting
Sarah Frances Whiting (23 d'agost de 1847 - 12 de setembre de 1927), astrònoma i física americana, va ser la instructora de diversos astrònoms, incloent-hi Annie Jump Cannon.

## Biografia
Whiting es va graduar a Ingham University a Le Roy (Nova York) el 1865. Va ser contractada pel rector del Wellesley College, Henry Fowle Durant, un any després de l'obertura de la Universitat, el 1875, com la seua primera professora de física, home o dona. Va establir el departament de física i el laboratori de física experimental de grau a Wellesley, el segon de la seva classe que es va posar en marxa al pais. A petició de Durant, va assistir a conferències al MIT a càrrec d'Edward Charles Pickering. Va convidar Whiting a observar algunes de les noves tècniques que s'aplicaven en astronomia, com ara l'espectroscòpia. El 1880, Whiting va començar a impartir un curs sobre Astronomia Pràctica a Wellesley.
El 1895, segons que explica la biògrafa Annie Jump Cannon:
| «                   | Un moment especialment emocionant va venir quan els articles matinals a Boston van informar del descobriment dels raigs X el 1895. Els estudiants avançats de física d'aquells dies sempre recordaran el zel amb què Miss Whiting va muntar immediatament un vell tub de Crookes i l'alegria quan realment va obtenir algunes de les primeres fotografies realitzades en aquest país de monedes dins d'una bossa i ossos dins de la carn. | » |
| — Annie Jump Cannon | |   |

Entre 1896 i 1900, Whiting va ajudar a la fiduciària de Wellesley College, Sarah Elizabeth Whitin, a establir l'Observatori Whitin, del qual Whiting seria la primera directora.
El 1905 la Universitat de Tufts va atorgar un doctorat honorari a Whiting. També va ser coneguda per donar suport a la Llei seca.
Whiting es va retirar de Wellesley el 1916 i va ser professora emèrita fins a la seva mort, el 1927, a Wilbraham, Massachusetts. Està enterrada al cementiri de Machpelah, a Le Roy, Nova York, a prop de la seva ara extinta alma mater.

## Obra
Whiting va escriure un llibre de text amb exercicis d'astronomia diürna i nocturna, per a escoles i col·legis.
També va ser autora de diversos articles en Astronomia Popular, entre els quals: "Ús de gràfics en l'ensenyament de l'astronomia", "Ús de dibuixos en la projecció ortogràfica i de globus en l'ensenyament de l'astronomia", "Treball espectroscòpic per a classes en astronomia", "L'ús de fotografies en l'astronomia docent ", " Eclipsi solar parcial, 28 de juny de 1908 ", "Solar Halos", "Suggeriment pedagògic per a professors d'astronomia", "Accessions imprescindibles al Whitin Observatory Wellesley College", "Els diaris d'observatori de Tulse Hill (resum)" i "Els diaris de l'observatori de Tulse Hill" així com l'obituari de Margaret Lindsay Huggins, "Lady Huggins".
Va descriure la seva experiència com a "dona física" al Wellesley College News en l'article "Les experiències d'una dona física".